# Sous-district de Chengjiao
Le Sous-district de Chengjiao (chinois : 城郊街道 ; pinyin : Chéngjiāo Jiēdào) est un sous-district de la ville de Ningxiang dans la province du Hunan en Chine. Il est entouré par le canton de Jinghuapu au nord-ouest, le bourg de Shuangjiangkou au nord-est, le sous-district de Lijingpu au sud-est et le sous-district de Yutan au sud. Au recensement de 2000, il comptait 29,700 habitants et une superficie de 22,8 km2.

## Administration territoriale
Il comprend 1 communauté et 14 villages :
- Wei (沩社区)
- Jinxing (金星村)
- Maotian (茆田村)
- Tangwan (塘湾村)
- He'an (合安村)
- Luohuan (罗宦村)
- Guanxin (关心村)
- Shiquan (石泉村)
- Mujia (木佳村)
- Xujialong (许家垅村)
- Yaoshi (钥匙村)
- Douzitan (蔸子潭村)
- Weifengba (沩丰坝村)
- Chatingsi (茶亭寺村)
- Shitoukeng (石头坑村)

## Transport
La route nationale 319 continue dans la ville de Yiyang, reliant le sous-district de Chengjiao au canton de Jinghuapu.
L'autoroute Jinzhou (金州大道) depuis la sous-district de Yutan traverse les sous-district de Chengjiao, Shuangjiangkou et Jinzhou jusqu'au district de Yuelu, dans la ville de Changsha.
L'autoroute G5513 Changsha-Zhangjiajie traverse le bourg de Jinzhou en direction du sud-ouest jusqu'au district de Wangcheng à Changsha et le nord-ouest en direction du district de Heshan à Yiyang.